# Jakob Chychrun
Jakob Chychrun (né le 31 mars 1998 à Boca Raton, État de la Floride aux États-Unis) est un joueur professionnel de hockey sur glace Canado-américain. Il évolue au poste de défenseur pour les Capitals de Washington dans la LNH.

## Biographie

### Carrière en club

#### Carrière junior
Chychrun est sélectionné au 1er rang par le Sting de Sarnia lors de la sélection prioritaire de la Ligue de l'Ontario en 2014,. En 2014, il commence sa carrière junior avec le Sting de Sarnia dans la Ligue de hockey de l'Ontario. Il termine sa première saison dans la LHO avec 16 buts et 33 points en 42 matchs.
Lors de la saison 2015-2016, il joue sa deuxième saison dans la Ligue de hockey de l'Ontario. Il termine la saison avec 11 buts et 49 points en 62 matchs. Après sa deuxième saison dans la Ligue de hockey de l'Ontario, il est choisi en seizième position lors du repêchage d'entrée dans la LNH 2016 par les Coyotes de l'Arizona,. 

#### Carrière professionnelle
Le 30 juillet 2016, il signe son contrat d'entrée dans la LNH avec les Coyotes.
Le 15 octobre 2016, il joue son premier match dans la Ligue nationale de hockey avec les Coyotes face aux Flyers de Philadelphie et sert sa première assistance. Dès le match suivant, le 20 octobre 2016, il marque son premier but dans la LNH, dans une défaite 5-2 contre les Canadiens de Montréal. Il termine sa saison recrue avec 7 buts et 20 points en 68 matchs.
Le 13 novembre 2018, il signe une extension de contrat de 6 ans et 27,6 millions de dollars avec les Coyotes.
Le 4 avril 2021, il enregistre son premier tour du chapeau en carrière dans la LNH dans une victoire 3-2 contre les Ducks d'Anaheim.
Au début de la saison 2021-2022, il est nommé assistant-capitaine des Coyotes.
Le 1er mars 2023, il est échangé aux Sénateurs d'Ottawa. En retour, les Coyotes reçoivent un choix conditionnel de 1er tour en 2023, un choix conditionnel de 2e tour en 2024 et un choix de 2e tour en 2026.

### Carrière internationale
Il représente le Canada en sélections jeunes.

## Parenté dans le sport
Il est le fils de Jeff Chychrun.
Il est le neveu de Luke Richardson.

## Statistiques

### En club
| Saison     | Équipe               | Ligue      |     | Saison régulière | Saison régulière | Saison régulière | Saison régulière | Saison régulière |   | Séries éliminatoires | Séries éliminatoires | Séries éliminatoires | Séries éliminatoires | Séries éliminatoires |
| Saison     | Équipe               | Ligue      | PJ  | B                | A                | Pts              | Pun              | PJ               | B | A                    | Pts                  | Pun                  |                      |                      |
| 2014-2015  | Sting de Sarnia      | LHO        | 42  | 16               | 17               | 33               | 37               | -                | - | -                    | -                    | -                    |                      |                      |
| 2015-2016  | Sting de Sarnia      | LHO        | 62  | 11               | 38               | 49               | 51               | 7                | 2 | 6                    | 8                    | 8                    |                      |                      |
| 2016-2017  | Coyotes de l'Arizona | LNH        | 68  | 7                | 13               | 20               | 47               | -                | - | -                    | -                    | -                    |                      |                      |
| 2017-2018  | Coyotes de l'Arizona | LNH        | 50  | 4                | 10               | 14               | 16               | -                | - | -                    | -                    | -                    |                      |                      |
| 2018-2019  | Coyotes de l'Arizona | LNH        | 53  | 5                | 15               | 20               | 28               | -                | - | -                    | -                    | -                    |                      |                      |
| 2019-2020  | Coyotes de l'Arizona | LNH        | 63  | 12               | 14               | 26               | 38               | 9                | 1 | 0                    | 1                    | 8                    |                      |                      |
| 2020-2021  | Coyotes de l'Arizona | LNH        | 56  | 18               | 23               | 41               | 42               | -                | - | -                    | -                    | -                    |                      |                      |
| 2021-2022  | Coyotes de l'Arizona | LNH        | 47  | 7                | 14               | 21               | 47               | -                | - | -                    | -                    | -                    |                      |                      |
| 2022-2023  | Coyotes de l'Arizona | LNH        | 36  | 7                | 21               | 28               | 22               | -                | - | -                    | -                    | -                    |                      |                      |
| 2022-2023  | Sénateurs d'Ottawa   | LNH        | 12  | 2                | 3                | 5                | 8                | -                | - | -                    | -                    | -                    |                      |                      |
| 2023-2024  | Sénateurs d’Ottawa   | LNH        | 82  | 14               | 27               | 41               | 60               | -                | - | -                    | -                    | -                    |                      |                      |
| Totaux LNH | Totaux LNH           | Totaux LNH | 467 | 76               | 140              | 216              | 308              | 9                | 1 | 0                    | 1                    | 8                    |                      |                      |

### En équipe nationale
| Année | Évènement                            |   | PJ | B | A | Pts | Pun | +/-             |  | Résultat |
| 2016  | Championnat du monde moins de 18 ans | 7 | 1  | 3 | 4 | 8   | +5  | Quatrième place |  |          |

## Trophées et honneurs personnels

### LHO
- 2013-2014 : récipiendaire du trophée Jack-Ferguson
- 2014-2015 : 
  - nommé dans la première équipe des recrues
  - nommé dans la troisième équipe d'étoiles
- 2015-2016 : nommé dans la deuxième équipe d'étoiles